# لوكهيد إس-3 فايكنغ
لوكهيد إس-3 فايكنغ وهي طائرة نفاثة مزودة بمحركين نفاثين من طراز جنرال اليكتريك تي إف 34. استخدمتها بحرية الولايات المتحدة لتحديد المسار، وتدمير غواصات العدو. وفي أواخر التسعينات تحولت مهماتها إلى هجوم أرضي وتزويد بالوقود جويا. كما أمنت الطائرة قدرة مراقبة وحرب إلكترونية للمجموعة القتالية البحرية. ولكون محركها ذو صوت عالي لقبت الطائر بـ «هوفر» (Hoover)، وهي علامة تجارية لمكنسة كهربائية. تقاعدت الطائرة من البحرية الأمريكية في يناير 2009. 